# آلیس پاول
آلیس پاول (انگلیسی: Alice Powell؛ زادهٔ ۲۶ ژانویهٔ ۱۹۹۳) راننده مسابقه‌ای، و راننده خودروی مسابقه‌ای اهل بریتانیا است.
وی همچنین برندهٔ جوایزی همچون ۱۰۰ زن بی‌بی‌سی شده‌است.